# 伊拉赫河
47°43′2″N 10°49′46.5″E / 47.71722°N 10.829583°E

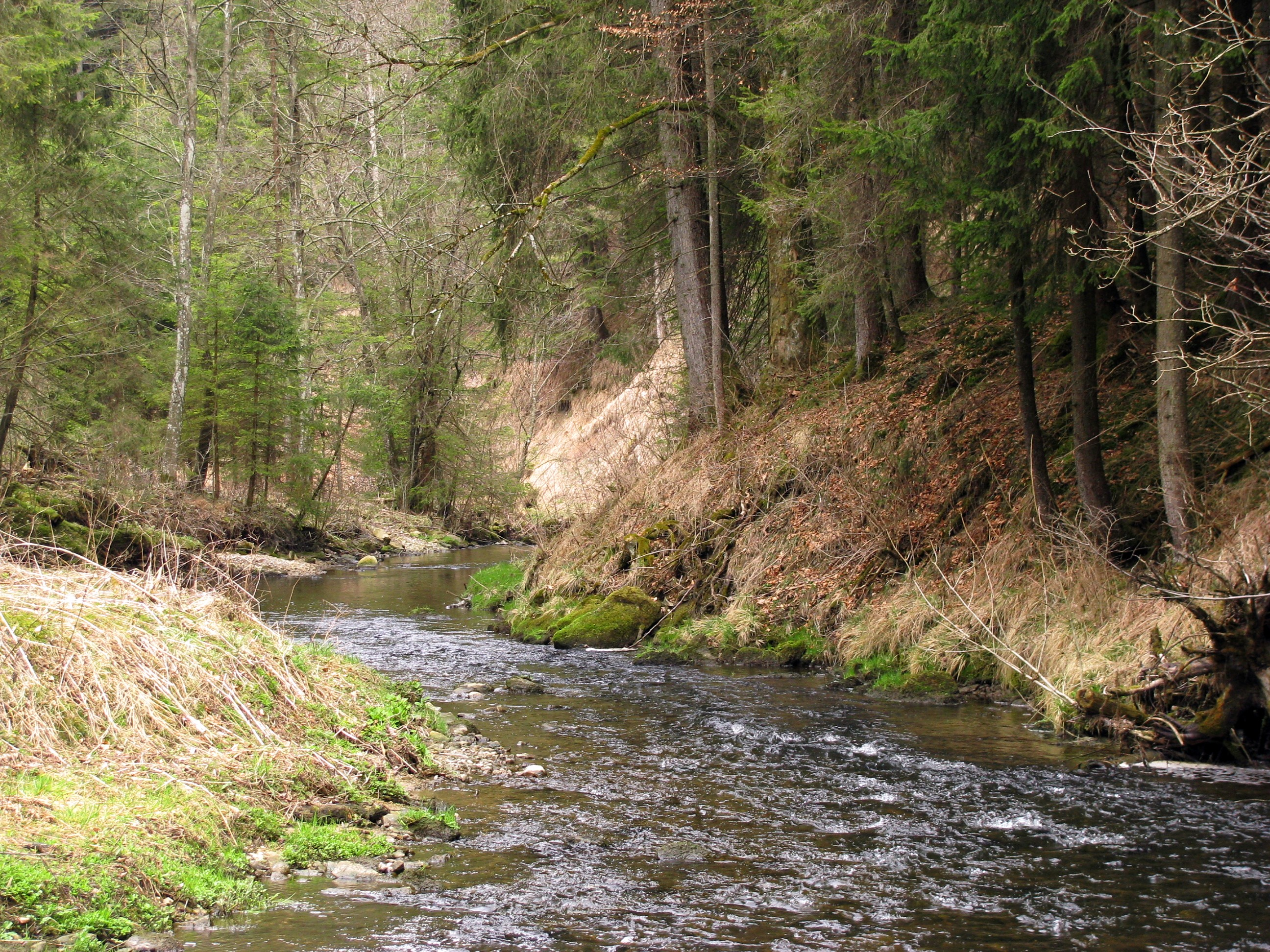
伊拉赫河

伊拉赫河（德語：Illach），是德國的河流，位於該國東南部，由巴伐利亞負責管轄，處於魏爾海姆-雄高縣，河道全長27.7公里，在施泰因加登附近注入萊希河。